# جون جي. وولي
جون جي. وولي (بالإنجليزية: John G. Woolley)‏ هو كاتب أمريكي، ولد في 15 فبراير 1850 في Collinsville, Ohio ‏ في الولايات المتحدة، وتوفي في 13 أغسطس 1922 في غرناطة في إسبانيا.